# Gold (groupe)
Pour les articles homonymes, voir Gold.
Gold est un groupe français de pop rock, originaire du Tarn, qui connaît un succès national dans les années 1980. Le groupe est aujourd'hui composé de Lucien Crémadès, Bernard Mazauric, Étienne Salvador et David Bouad.
En 1985, le groupe devient célèbre avec son premier tube Plus près des étoiles. Par la suite, dans sa formation à succès avec Lucien Crémadès, Alain Llorca, Bernard Mazauric, Étienne Salvador et Émile Wandelmer, Gold enchaîne les succès : tous les singles suivants atteignent le Top 10 des ventes jusqu'à Calicoba en 1987. En 1990, le chanteur Émile en désaccord avec les projets du groupe, le quitte pour faire un album solo, mais qui n'aura qu'un succès d'estime. Il rejoint plus tard le groupe Images pour former Émile et Images, au sein duquel il interprète des anciens succès de Gold de sa composition. Depuis le départ d'Émile, même si Gold ne caracole plus en tête du Top 50, il continue de jouer.
En France, les disques du groupe comptent plus de quatre millions d'exemplaires vendus (singles et albums confondus).

## Biographie

### Débuts
Au début des années 1960, le groupe, initialement appelé les Gold-Fingers, se compose de lycéens issus de Gaillac, dans le Tarn. La formation s'est peu à peu étoffée, plutôt yéyé ou rock au gré des allées et venues des différents membres. En 1965, Francis Delmas, accordéoniste, la rejoint et les neuf musiciens qui savent jouer mieux que personne tous les styles, animent fêtes, bals et kermesses de la région toulousaine. En janvier 1967, Francis Delmas devenu un peu le chef d'orchestre, recrute Émile Wandelmer pour remplacer Gérard Riu, parti accomplir son service militaire.
En 1973, le groupe fait le choix de se professionnaliser, ce qui entraîne le départ de plusieurs membres souhaitant suivre d'autres carrières et l'arrivée de nouveaux, parmi lesquels Étienne Salvador et quelques mois plus tard Jean-Jacques Dournel. En 1974, sort le premier 45 tours, Souviens-toi, enregistré au studio Condorcet de Toulouse, produit par Charles Talar et distribué par Sonopresse. L'arrivée de Vincent Guion l'année suivante donne un nouveau souffle et un deuxième 45 tours (en anglais) : Love is Here chez WEA Filipacchi Music. C'est sous l'impulsion de Vincent Guion que naît l'idée du premier album, qui sort en 1982, avec entre autres titres Le train de mes souvenirs et Tropicana. Toutes les paroles sont de lui, six musiques étant signées Émile Wandelmer. 
Le nom du groupe est raccourci et devient Gold (comme les appelaient déjà leurs fans...) et parmi les cinq musiciens (Émile, Étienne, Bernard, Vincent et Jean-Jacques) plus aucun fondateur des Gold-Fingers. Francis Delmas devient manager. Lors de l'été 1983, Vincent Guion et Jean-Jacques Dournel quittent la formation. Viennent alors Alain Llorca et Joël Moulin, qui fait son retour.

### Succès
À la fin de 1984, le groupe sort un nouveau 45 tours, intitulé Plus près des étoiles, aux paroles dédiées aux boat-people et à la guerre du Viêt Nam. La chanson est diffusée plusieurs fois par jour à la radio. Quelques mois plus tard, en juin 1985, ce titre entre dans le Top 50 français où il reste classé 24 semaines, atteignant à trois reprises le no 2 au hit-parade, avec plus de 900 000 exemplaires vendus. Ce 45 tours est d'abord sorti, à titre d'essai, uniquement dans le sud-ouest de la France au printemps 1984. Il est reconnaissable à sa pochette noire et épaisse. Joël Moulin signe la face B, Je m'ennuie de tout. Dans la foulée de ce succès local, la sortie du 45 tours au niveau national s'effectua donc quelques mois plus tard, cette fois-ci avec une pochette rouge vif. Joël Moulin quitte le groupe au bout de neuf mois. Il est remplacé par Lucien Cremadès, qui avait fait une apparition au sein du groupe en 1973.
En décembre 1985, après le succès de Plus près des étoiles, Gold revient avec un nouvel opus Capitaine abandonné (premier extrait du nouvel album à venir) qui entre au Top 50 début février 1986. Il est, durant un mois, no 1 et reste dans le Top jusqu'en juillet de la même année (là aussi 24 semaines de présence dans le classement). Ce titre est un hommage au navigateur Philippe Jeantot, aux stars du sport et de l’aventure qu'ont été Arnaud de Rosnay ou Philippe de Dieuleveult. L'année 1986 est le début d'une longue tournée. La formation se produit en France, ainsi qu'en Suisse et en Belgique. Au mois de juin, débute l'enregistrement d'un deuxième album à Toulouse dont le single Ville de lumière (deuxième extrait du disque), est un hommage à la ville de Beyrouth (Liban), se classant immédiatement en haut du hit-parade français. Il tient également plus de 6 mois (29 semaines) dont sept semaines consécutives à la deuxième place, restant classé dans le Top 10 quatre mois d'affilée, devenant un des grands hits de cet été-là. La première place leur échappe cependant car elle est occupée à ce moment-là par le tube Les démons de minuit d'un autre groupe toulousain à succès, Images.
En préambule à leur deuxième album studio et afin de faire patienter leurs fans, leur maison de disques édite un mini-album – au titre générique de Capitaine abandonné – en version longue, reprenant leurs récents succès en versions remixées, agrémentés de quelques titres choisis dans leur discographie passée et présente. Le 22 novembre 1986, le groupe est élu « meilleure révélation de la variété » par l'ensemble de la profession aux Victoires de la musique organisées au Moulin-Rouge cette année-là.

### Toujours au sommet
En décembre 1986, Gold sort ce deuxième album enregistré en studio intitulé Calicoba, qui paraît aussi en version anglaise, et finit sa tournée, au cours de laquelle le groupe donne une centaine de concerts devant des milliers de spectateurs. Cette tournée est marquée entre autres par trois passages à l'Olympia à guichet fermé, dont un retransmis en direct par satellite dans les salles du réseau VTS. Puis sort le 45 tours Laissez-nous chanter au mois de janvier 1987 (troisième extrait de l'album). Ce single franchit la barre des dix premières places du Top 50 dès le mois suivant, y atteignant par deux fois la 6e place, y restant classé 19 semaines. Gold publie aussi son album Live à l’Olympia (disque d'or).
L'album Calicoba est récompensé d'un disque d'or (100 000 exemplaires)[réf. nécessaire] en quelques semaines et ne cesse de progresser dans le Top 20. Plus tard dans l'année, l'album est certifié disque de platine avec 300 000 exemplaires écoulés. Il atteint la 7e place dans le Top albums, y restant classé 40 semaines. Au printemps, le groupe sort le single Calicoba (no 8 au Top et 18 semaines de présence), quatrième et dernier extrait de l'album homonyme. Il sera suivi d'une tournée en deux parties (avril/mai - octobre/novembre 1988).

### Derniers succès et départ d'Émile
En 1988, le succès du groupe est toujours important. Cette année marque la sortie d'un nouvel album studio, leur troisième intitulé Bleu, toujours peaufiné avec soin, dont est tiré le single Rio de Janvier qui entre au Top 50 (no 18 et 13 semaines de classement), avec un deuxième 45 tours Au-delà du rideau (no 46) paru quelques mois auparavant. Une tournée s'ensuit. En 1989, le groupe sort un cinquième album Live, intitulé Le Palais des Sports (no 25 au Top albums) 
ainsi qu'un nouveau single Diamant dort (no 34 au Top 50, 10 semaines de classement) toujours extrait de l'album Bleu ; cependant le succès national d'Émile et de ses acolytes commence à s'essouffler, même s'ils restent encore très populaires.
En 1990, Gold sort son premier best of intitulé La compil' en or. C'est son sixième album et il reprend tous ses précédents singles, agrémentés de chansons choisies dans son répertoire, accompagnés d'un nouveau titre : Iles d'Aran. Cette compilation atteint la 8e place au Top albums et est certifié disque d'or avec plus de 100 000 exemplaires écoulés[réf. nécessaire]. Mais c'est aussi pendant cette période que la formation toulousaine connaît un tournant, car Émile Wandelmer s'en va à la suite d'un désaccord profond sur la suite et les projets. Malgré ce départ, les quatre membres restants partent en tournée à l'île de la Réunion et à l'île Maurice.

### Désert des années 1990
Les années 1990 représentent cependant pour Gold une longue traversée du désert. Le groupe tente de trouver un nouveau souffle. Après le départ d'Émile Wandelmer, une nouvelle formation est créée. Elle tente de modifier son style et de sortir de nouveaux albums qui n'obtiennent pas le succès attendu.
En 1991 et 1992, le groupe s'arrête pour faire le point. Entre 1992 et 1996, il assure plusieurs concerts en France. Après avoir passé les dernières années à se consacrer à la scène, le groupe, avec le retour de Joël « Joss » Moulin à la guitare et au chant, retrouve le chemin des studios, notamment AMG Audio à Albi. C'est désormais toute la formation en combo qui est mise en avant et non plus un chanteur. Ils préparent l'album Éclats de voix sous le label WMD. En 1995, une nouvelle compilation est éditée Gold - Les plus grands succès, elle regroupe les titres mythiques des années 1980 du groupe. Mais surtout elle réalise l'exploit d'être certifiée disque d'or avec plus de 100 000 exemplaires vendus (et une 8e place au Top albums, comme leur précédente compilation), montrant que Gold et ses chansons sont toujours ancrés dans la mémoire collective. Ce disque est réédité en 2002, atteignant encore la 21e place au Top[réf. nécessaire].
En 1997, le groupe enregistre au studio AMG pour la préparation d'un nouvel album qui sera achevé chez Polygone, à Toulouse. Le groupe parcourt la France pour de nombreux concerts. L'album Gold 99 sort à la fin de 1999 ; les textes sont signés Jean-Paul Joguin. Les progrès vocaux avec l'arrivée de Joël Moulin sont significatifs. Le groupe en extrait le single Hello, chanson écrite en hommage aux Beatles. Malheureusement, l'album se vend peu et c'est un échec. Il n’est pas médiatisé excepté lors du passage du groupe dans l'émission Vivement dimanche. En 1999, le chanteur Émile Wandelmer en échec avec son album solo, se rapproche de Images et créé le groupe Émile et Images, qui va renouer avec le succès en sortant un album de reprises de chansons composées par Émile, et des plus grands succès respectifs des deux groupes, qui seront entièrement ré-instrumentalisés. L'album se vendra à plus d'un million d'exemplaires.

### Nouveau départ
Après le nouveau départ de Joël Moulin en 2000, Gold continue à tourner à quatre musiciens. Un changement important survient en 2004 : nouveaux membres, nouvelle maison de production. Le nouveau groupe Gold est créé. Il est constitué d'un nouveau membre, Jean-Guy Pichoustre (guitare, chant), et des anciens, Lucien Crémadès (guitare, chant), Bernard Mazauric (claviers, chant), Étienne Salvador (batterie), et Alain Llorca (basse, chant). Au terme d'une tournée dans le sud de la France et juste après la sortie de l'album Gold Live 2004, Alain Llorca quitte Gold. Il est remplacé par Pascal Puybonnieux. Le groupe Gold s'agrandit également avec la venue de deux choristes : Yn'grid et Marilyne.
Jean-Guy Pichoustre (guitare, chant) et Pascal Puybonnieux (basse) quittent le groupe en septembre 2006. Au début de 2007, l'arrivée de ARTCO-LIVE avec Nohann Lefebvre et Christophe Laborie au management induisent de nouvelles orientations aux trois membres fondateurs en intégrant David Bouad à la basse et au chant (le fils d'Éric Bouad, compositeur du premier 45 tours de Gold-Fingers, Souviens-toi et des Musclés). Parmi les réalisations de Gold, un album happening avec des invités prestigieux et une tournée qui se clôture avec la sortie du film documentaire sur la vie du groupe et un double album Live/Studio, d'un film documentaire musical et intimiste, qui accompagne le groupe jusqu'à l'enregistrement de son prochain album.
En 2009, lors d'un de leurs concerts, Lucien Cremadès interprète un pot-pourri à la façon de Rockollection de Laurent Voulzy, qui s'intitule Hard Rock Collection, composée d'extraits de chansons hard rock. Le 16 novembre 2016 sort l'album des 50 ans du groupe chez AC Prod.

## Style musical
(août 2018).
- Si vous ne connaissez pas le sujet, laissez ce bandeau (vous pouvez alors contacter les auteurs).
- Si vous supprimez le contenu mis en cause (vous pouvez préalablement contacter les auteurs),

argumentez précisément cette suppression dans la page de discussion
(un manque de référence n'est pas un argument ; une recherche réelle de référence doit avoir été effectuée, être formellement documentée).
À l'aube des années 1980 en Angleterre, la synthpop est significativement diffusée sur les radios. Il s'agit d'un genre musical caractérisé par des synthétiseurs et boîtes à rythmes, générant un son assez froid et des mélodies peu enjouées, mais suggérant alors un son nouveau. En France, les hits radio étaient alors composés de chansons de variété française incarnées notamment par Michel Berger, Daniel Balavoine, Francis Cabrel et Jean-Jacques Goldman. Cependant, à l'exception de quelques groupes comme Taxi Girl ou Indochine, la synthpop en français était alors quasi absente des grands médias français.
Lorsque Gold se fait connaitre nationalement par leur premier single Plus près des étoiles dans l'émission Champs-Élysées en 1984, le public découvre alors un chanteur peu souriant, posté devant son micro, jouant mécaniquement de sa guitare pendant que les autres membres tout aussi serieux aussi, battent simplement la mesure. La chanson s'adresse posément sur le malheur des navigants des boat-people. Ce contraste va susciter l'intérêt du public pour ce groupe au texte sensible mais dégageant une expression sérieuse à outrance, à l'image de ces groupes anglais à la prestation scénique statique.
L'instrumentation est généralement basée sur le synthétiseur de Bernard Mazauric, le claviériste du groupe. Par sa formation classique, il maîtrise les accords et les arrangements en encadrant la guitare rythmique d'Émile Wandelmer et de celle, plus soliste, de Lucien Cremades, ce qui distille un son très riche dans une ambiance fataliste, rappelant Goldman, Balavoine ou Laurent Voulzy. La batterie est omniprésente et dispose d'un son électronique de 1985 à 1988. 
Mais, côté guitares, on remarquera la présence de sons souvent saturés et d'influences rock voire hard rock avec des riffs (AC/DC, Van Halen, Toto) pour le guitariste soliste, comme avec Laissez-nous chanter. 
La voix et les chœurs sont particulièrement soignés : la voix d'Émile Wandelmer, aiguë, ne manque pas de force et d'harmonie, portée au refrain par les voix toutes aussi haut-perchées d'Alain Llorca et Lucien Cremades. Les mélodies sont travaillées et facilement reconnaissables, ce qui donnera immédiatement des hits radios. Ces titres sont agrémentés de textes efficaces aux sujets souvent graves, de la plume de Jacques Cardona. Au travers de leurs huit albums studio, les chansons ont toutes leurs « symboles » (un navire en perdition pour Capitaine abandonné, une ville en flammes  Beyrouth pour Ville de lumière, un poisson frétillant pour Calicoba, etc.).

## Membres
- David Bouad - basse, chant (depuis 2007)
- Lucien Crémadès - guitare solo, chœurs (depuis 1984)
- Bernard Mazauric - claviers, chœurs (depuis 1982)
- Étienne Salvador - batterie  (depuis 1982)

## Anciens membres
- Émile Wandelmer - chant, guitare rythmique (1982 - 1990)
- Joël Moulin - guitare (1982-1983, 1992-2000)
- Alain Llorca - basse, chœurs (1983-2004)
- Vincent Guion - basse, chœurs (1982-1983)
- Jean-Jacques Dournel - guitare,chœurs (1973-1983)
- Jean-Guy Pichoustre - guitare, chant (2000-2006)
- Pascal Puybonnieux - basse (2004-2006)

## Discographie

### Singles
- Plus près des étoiles (1984)
- Capitaine abandonné (1985)
- Sail Away (1985)
- Ville de lumière (1986)
- Laissez-nous chanter (1987)
- Calicoba (1987)
- Au-delà du rideau (1988)
- Rio de Janvier (1988)
- Diamant dort (1989)
- Îles d'Aran (1989)
- Jersey (1994)
- L'Homme perdu (1994)
- Soleil enfin (1994)
- Hello (1999)
- Le Long Chemin (1999)

## Vidéographie
- Le Palais des Sports de Gold (1989)
- Les Clips en or (1990)

## Récompenses
Le 22 novembre 1986, le groupe est élu « meilleure révélation de la variété » par l'ensemble de la profession aux Victoires de la musique. Le spectacle est retransmis à la télévision sur Antenne 2 depuis le Moulin-Rouge à Paris.